# Олсуфьев, Александр Васильевич
Граф Александр Васильевич Олсуфьев (30 марта 1843 — 20 марта 1907) — генерал-лейтенант, адъютант и друг цесаревича Александра Александровича, устроитель усадьбы Буйцы.

## Биография
Сын Василия Дмитриевича Олсуфьева, родоначальника графской ветви Олсуфьевых, и кавалерственной дамы Мария Алексеевны Спиридовой, дочери адмирала.
По окончании курса Московского университета вступил в службу 1 мая 1865 года. В 1869 году граф Олсуфьев назначен адъютантом при будущем Александре III. В 1877 году принимал участие в русско-турецкой войне.
В 1881 году в чине полковника назначен флигель-адъютантом к Его Величеству. С 24 марта 1885 года — начальник канцелярии Императорской Главной квартиры. В 1890 году произведен в генерал-майоры, а в следующем году назначен в Свиту Его Величества, в 1896 году произведён в генерал-адъютанты к Его Величеству.
С 1879 по 1907 год был старостой Архангельской церкви в своем любимом имении, селе Красное-на-Буйце Епифанского уезда Тульской губернии. В 1904 году возглавил строительный комитет по сооружению храма Сергия Радонежского на Красном холме предполагаемого Куликова поля, для которого пожертвовал 36 десятин из принадлежавшей ему земли.
В период 1905 — июль 1906 годов — заведующий придворной частью в Москве и начальник Московского дворцового управления.
В 1907 году умер в Аббации от сердечного приступа. Его тело перевезли в село Красное на Буйце и похоронили  рядом с алтарем Архангельского храма в семейном склепе, где за пять лет до этого была погребена его супруга.
По словам Ю. А. Олсуфьева, его отец был довольно удачно охарактеризован Л. Н. Толстым в романе «Воскресение» в лице Богатырева.
- В службу вступил (01.05.1865)[2]
- Прапорщик (26.11.1865)
- Подпоручик (31.03.1868)
- Поручик (30.08.1870)
- Штабс-капитан (30.08.1874)
- Капитан (27.03.1877)
- Полковник (30.08.1880)
- Флигель-адъютант (1881)
- Генерал-майор (30.08.1890)
- Генерал-адъютант (1896)
- Генерал-лейтенант (06.12.1899)

### Награды
- Орден Святой Анны 3-й ст. (1872)
- орден Святого Станислава 2-й ст. с мечами (1877)
- Орден Святого Владимира 4-й ст. (1884)
- Орден Св. Владимира 3-й ст. (1887)
- Орден Св. Станислава 1-й ст. (1894)
- Орден Св. Анны 1-й ст. (1898)
- Орден Св. Владимира 2-й ст. (1902)
- Орден Белого Орла (1904)

Иностранные:
- Прусский Орден Красного Орла 4-й степени (1872)
- Датский ордена Данеброга кавалерский крест (1872)
- Вюртембергский Орден Вюртембергской Короны офицерский крест (1873)
- Австрийский Орден Железной короны 3-й степени (1874)
- Прусский Орден Короны 2-й степени (1879)
- Австрийский Орден Франца Иосифа 2-й степени (1879)
- Датский ордена Данеброга командорский крест 2-й степени (1879)
- Шведский Орден Меча командорский крест 2-й степени (1879)
- Прусский орден Красного Орла 2-й степени (1882)
- Датский ордена Данеброга 1-го класса (1882)
- Австрийский Орден Леопольда командорский крест (1885)
- Турецкий Орден Османие 2-й степ (1887)
- Прусский Орден Короны 2-й степени со звездой (1888)
- Греческий Орден Спасителя командорский крест (1889)
- Турецкий Орден Меджидие 1-й степени (1891)
- Французский Орден Почетного Легиона 2-й степени (1896)
- Шведский Орден Меча 1-й степени (1897)
- Австрийский Орден Железной короны 1-й степени (1897)
- Австрийский Орден Франца Иосифа 1-го класса (1897)
- Прусский Орден Короны 1-й степени (1897)
- Румынский Орден Звезды Румынии 1-й степени (1898)

## Семья

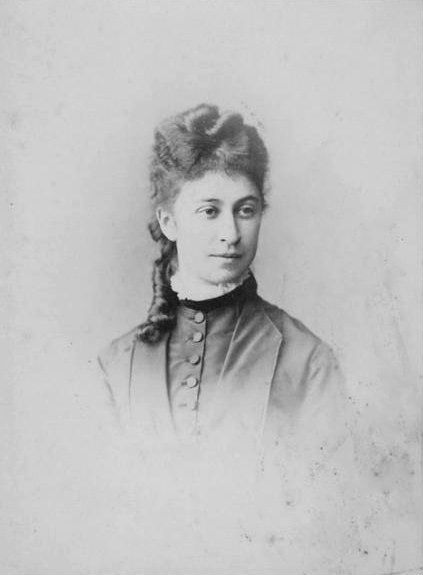
Екатерина Львовна, жена

Жена (с 16 февраля 1875 года) — графиня Екатерина Львовна Соллогуб (1847—16.11.1902), внучка графа Л. И. Соллогуба и правнучка наместник господаря Молдавского княжества. В браке имела дочь Марию (ум. в детстве) и сына Юрия (1878—1938) — хранителя музея в Троице-Сергиевой лавре. По его словам, мать его была одарена тонким умом и талантливостью, но будучи единственной дочерью у родителей, обладала своенравным характером. Она была всегда первым лицом в родительском доме, а впоследствии и в своем. Детство и юность она провела с родителями за границей и в молодости не бывала при дворе. Выйдя замуж, была поставлена в тесное общение со двором императора Александра III и благоговела перед царской семьей и двором, внимательно прислушивалась к мнением петербургского общества, но в сущности она не любила ни двора, ни общества, где не пользовалась большим успехом, несмотря на то, что в молодости была стройна, и, скорее, красива. Всю свою жизнь она страдала астмой, а затем диабетом. Из-за чего с годами стала очень тучна и с трудом передвигалась. Была чрезвычайно гостеприимна, увлекалась садоводством и любила собак, но была плохой домоправительницей. Скончалась от заражения крови в Москве и была похоронена рядом с мужем.